# NGC 4309
NGC 4309 é uma galáxia espiral barrada (SB0-a) localizada na direcção da constelação de Virgo. Possui uma declinação de +07° 08' 41" e uma ascensão recta de 12 horas, 22 minutos e 12,3 segundos.